# Chott El Gharsa

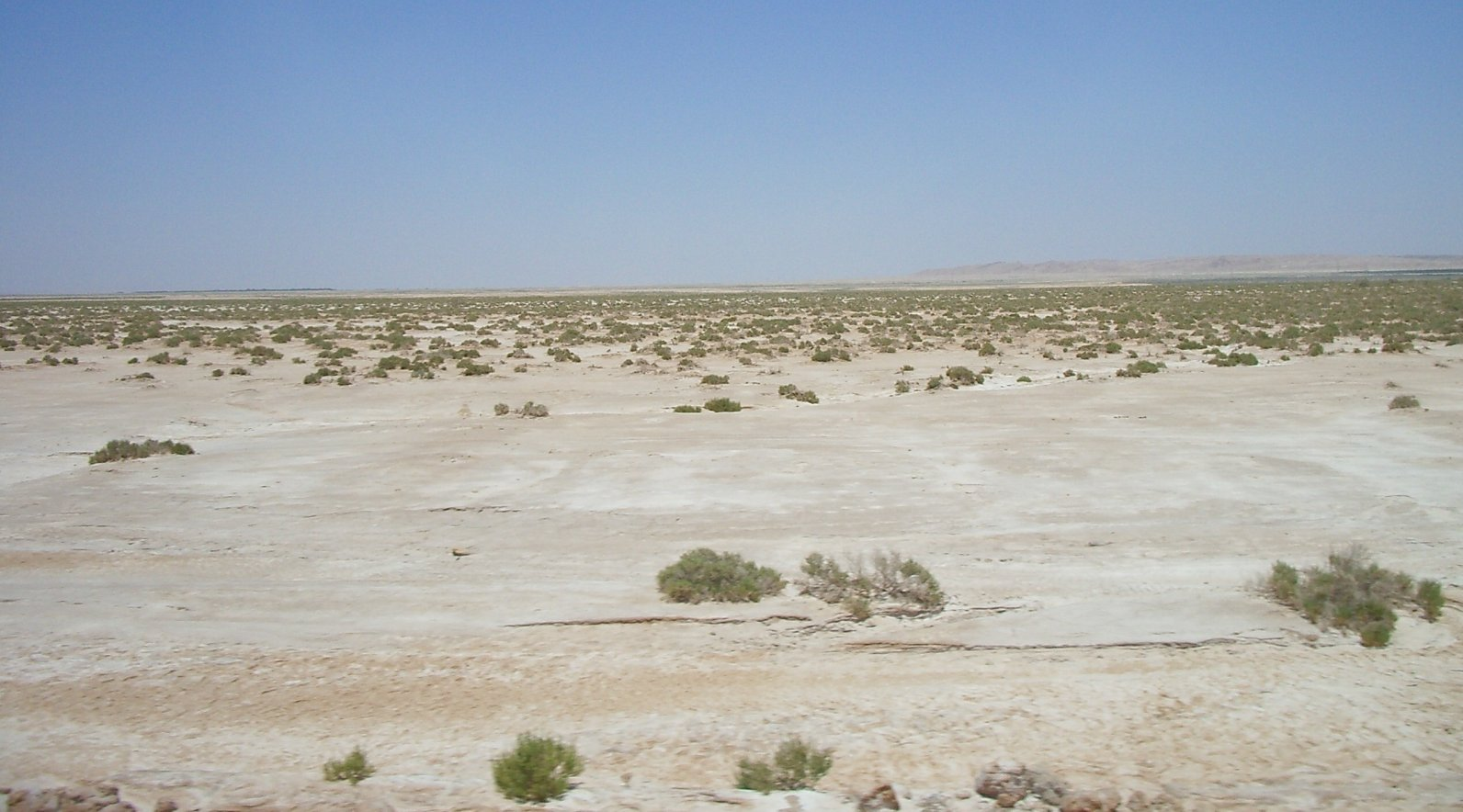
Chott El Gharsa

Chott El Gharsa (àrab: شط الغرسة, xaṭṭ al-Ḡarsa, pronunciat localment xott al-Gharsa) és una extensió de terra erma o xot entre la frontera algeriana i la ciutat de Tozeur a Tunísia, governació de Tozeur, que antigament fou un llac salat, avui dia sec. El territori és estèril i deshabitat. La part nord-est està creuada per una carretera que va des de Tozeur als oasis de muntanya de Chebika, Tamerza i alguns altres. Actualment s'utilitza per viatges turístics en 4 x 4.